# A New World (Angel)
A New World conocido en América Latina y en España como Un Nuevo Mundo es el vigésimo episodio de la tercera temporada de la serie de televisión estadounidense Ángel. Escrito por David Fury y dirigido por Marita Grabiak. Se estrenó originalmente el 29 de abril de 2002.
En este episodio Ángel trata de lidiar con su hijo adolescente que luego de pasar varios años encerrado en una dimensión demoníaca, finalmente ha regresado a la tierra para asesinarlo por su pasado lleno de asesinatos y muerte.    

## Argumento
El equipo entero de Investigaciones Ángel quedan atónitos al contemplar al desaparecido hijo infante de Ángel convertido en un guerrero adolescente que está dispuesto a matar a su propio padre. Connor trata de estacar a su padre, y se enfrasca en una batalla contra todos los miembros varones, a quienes derrota fácilmente. Sin embargo la suerte esta del lado de Connor, cuando Angel rehúsa lastimarlo, una oportunidad que el muchacho aprovecha para escapar del hotel en plena luz del día.  
Un desesperado Ángel sale en busca de su hijo por las alcantarillas mientras Gunn y Fred parten por la superficie. Por otra parte, Cordelia y Groosalugg se quedan en el vestíbulo, ya que desde que el demonio y Connor aparecieron, una especie de grieta dimensional ha quedado abierta en el Hyperion. Lorne se ofrece a buscar una especialista que arregle el problema y deja el hotel.
En las calles de Los Ángeles un confundido y desorientado Connor trata de descifrar el mundo nuevo en el que se encuentra hasta que ve una escena que le llama la atención. Connor contempla cómo una chica llamada Sunny es maltratada por parte de un gánster llamado Tyke, que al parecer es traficante de droga. Al ver a Sunny en peligro, Connor usa sus habilidades en el combate para rescatar a Sunny, liberando una batalla en la que el muchacho le corta una oreja a Tyke. Sunny en señal de gratitud le ofrece a Connor un refugio, donde Connor descubre fascinado nuevas experiencias como alimentos que nunca probó e incluso besa a Sunny. Desafortunadamente, la adicción que tiene la chica a las drogas, le produce una sobredosis que acaba con su vida. 
En el Hyperion, Cordelia y Groo son noqueados por unos rayos eléctricos que se desprenden de la grieta y como consecuencia quedan inconscientes. Para cuando se recuperan, ambos le comentan a unos recién llegados de la búsqueda por Connor; los novios Gunn y Fred, que algo pudo salir de la grieta durante el tiempo que estuvieron inconscientes. Lorne llega al hotel con una mujer mística que con sus poderes cierra la grieta dimensional, aunque confirma que algo pudo haber escapado de la grieta.     
Wesley recibe una visita de Lilah en su departamento quien ha venido a ofrecerle una oferta de trabajo en el despecho de abogados. Wesley rehúsa y le pide a Lilah que se largue. Lilah obedece no sin antes recordarle que es un traidor y que por eso no se diferencia mucho de ella y de todos los empleados de Wolfram&Hart.
Ángel consigue rastrear a Connor hasta el hotel donde se refugia su hijo y trata de establecer su relación con él, luego de estar separados por años. Pero descubre impresionado que su hijo lo odia porque sabe todas las atrocidades que como Ángelus le hizo a Holtz, a quien considera como su verdadero padre y responde al nombre de Steven. Ambos son interrumpidos por Tyke y sus lacayos en su intento por vengarse del adolescente. Ángel se ve obligado ayudar a Connor a defenderse de los presentes, en su intento por vengar la muerte injusta de Sunny. Las cosas se complican cuando la policía de Los Ángeles rodean el hotel, comenzando un violento tiroteo en contra de Tyke y sus hombres. Durante el fragor del tiroteo un policía le dispara a Connor, pero la bala es recibida por Ángel que se interpone a tiempo. Una vez que se creen lejos del tiroteo, Ángel deja que su hijo deabunde por la ciudad, no sin antes abrirle las puertas del hotel cuando el quiera. Connor acepta la oferta y se marcha a un callejón donde se ve con su padre adoptivo: un envejecido Holtz.

## Elenco

### Principal
- David Boreanaz como Ángel.
- Charisma Carpenter como Cordelia Chase.
- Alexis Denisof como Wesley Wyndam-Pryce.
- J. Agust Richards como Charles Gunn.
- Amy Acker como Fred Burkle.

## Producción
El creador de la serie Joss Whedon explicó su decisión de traer instantáneamente a Connor a la adultez: "Que harían ustedes? Andarían con un bebe por ahí? No lo creo...Esa es la belleza de estar en un show de fantasía."
El Grito Wilhelm puede escucharse cuando Connor le arroja un cuchillo a uno de los lacayos de Tyke.
El nombre de Keith Szarabajka fue puesto al final de los créditos para mantener su aparición como una sorpresa.